# Stream of Consciousness
Cet article concerne un titre du groupe Dream Theater. Pour la technique littéraire, voir courant de conscience.
Pistes de Train of Thought
Vacant
(5) In the Name of God
(7)
Stream of Consciousness est la sixième chanson de l'album Train of Thought du groupe de metal progressif Dream Theater. Elle fut composée par John Myung, John Petrucci, Mike Portnoy et Jordan Rudess.

## Apparitions
1. Train of Thought (Album) (2003)
2. Live at Budokan (DVD Live) (2004)
3. Live at Budokan (Album Live) (2004)

## Faits Divers
- Souvent abrégée SoC, cette chanson instrumentale est inspirée de groupes tels que Metallica, Iron Maiden et Spock's Beard.
- Avant la sortie de l'album, un concours fut lancé aux fans. Le but était de composer une chanson à partir du titre de la chanson et de certains indices, sans avoir entendu la véritable version. Une compilation des sept meilleures fut distribuée aux membres du fan club.

## Personnel
- John Myung - basse
- John Petrucci - guitare
- Mike Portnoy - batterie
- Jordan Rudess - claviers